# لیگ برتر زنان (فرانسه)
پرمیرلیگ فوتبال زنان فرانسه (به فرانسوی: Première Ligue) که با نام لیگ ۱ زنان (کوته‌نوشت:D1F) نیز شناخته می‌شود، بالاترین سطح باشگاهی فوتبال زنان در کشور فرانسه است. این لیگ برابر با لیگ ۱ مردان است. ۱۲ تیم در این لیگ به رقابت می‌پردازند. هر فصل در این لیگ از سپتامبر آغاز و تا ژوئن ادامه می‌یابد. هر تیم ۲۲ بازی و به‌طور مجموع هر یک ۱۳۲ بازی را در هر فصل انجام می‌دهند. بیشتر بازی‌ها در روزهای شنبه و یکشنبه انجام می‌گیرد و بازی‌های کمی نیز در طول هفته برگزار می‌شوند. بازی‌ها معمولاً در هفته دوم در دسامبر به حالت تعلیق در می‌آیند و تا بازگشت در هفته سوم در ماه ژانویه به حالت تعلیق باقی می‌مانند. لیگ ۱ زنان فرانسه به گفتهٔ یوفا در رده‌بندی به عنوان دومین لیگ برتر قارهٔ اروپا شناخته می‌شود.